# Newhaven (Sussex de l'Est)
Pour les articles homonymes, voir Newhaven.
Newhaven est une ville portuaire d'Angleterre (12 250 habitants), située dans le Sussex de l'Est, sur la Manche à environ 20 minutes de Brighton. La ville est reliée par ferry à Dieppe (deux liaisons journalières).

## Les origines
Newhaven se trouve à l’embouchure de l'Ouse, dans la vallée creusée par la rivière dans les South Downs. Au cours des siècles, le lit de la rivière s’est déplacé entre Newhaven et Seaford, à la suite de l'apparition et la disparition de bancs de galets à son embouchure.
Pendant la période de l’âge du bronze, un fort se trouvait au sommet de ce qu’on appelle aujourd’hui Castle Hill.
En 480 apr. J.-C., les Saxons fondèrent un village à proximité du lieu où se trouve actuellement Newhaven, auquel ils donnèrent le nom de « Meeching » (également épelé « Myching » ou « Mitching »).
Pendant la période du Moyen Âge, l’embouchure principale et le port de la rivière Ouse se trouvaient à Seaford (l’un des Cinq-Ports).
L’apparition de bancs de galets obstrua la sortie de la rivière, ce qui par conséquent submergea les rives et bloqua l’accès vers le port. Il fallut donc, au milieu du XVIe siècle, creuser un canal à travers le banc de galets juste en contrebas de Castle Hill, créant un accès à un port abrité, de meilleure qualité que celui de Seaford,. Ceci est considéré comme l’origine du Newhaven moderne.
Cependant, l’accumulation de galets se poursuivit et ainsi l’embouchure de la rivière Ouse commença à se déplacer de nouveau vers l’est. En vertu de l’Acte de Navigation de l’Ouse (1790), un brise-lames fut érigé à l’ouest pour stopper la dérive littorale et contenir ainsi l'accroissement du banc de galets. Une nouvelle ouverture (The Cut) fut percée sur le cours actuel de la rivière, en contrebas de Castle Hill. À l’époque, on commença à dénommer cet aménagement le « new haven » (nouveau havre). La digue actuelle fut construite en 1890.

## Le port
Voir aussi l'article Port de Newhaven (en)

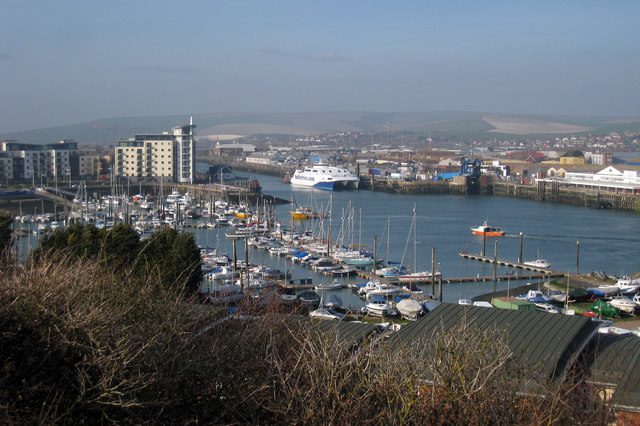
Vue du port de plaisance et de ferrys de Newhaven.

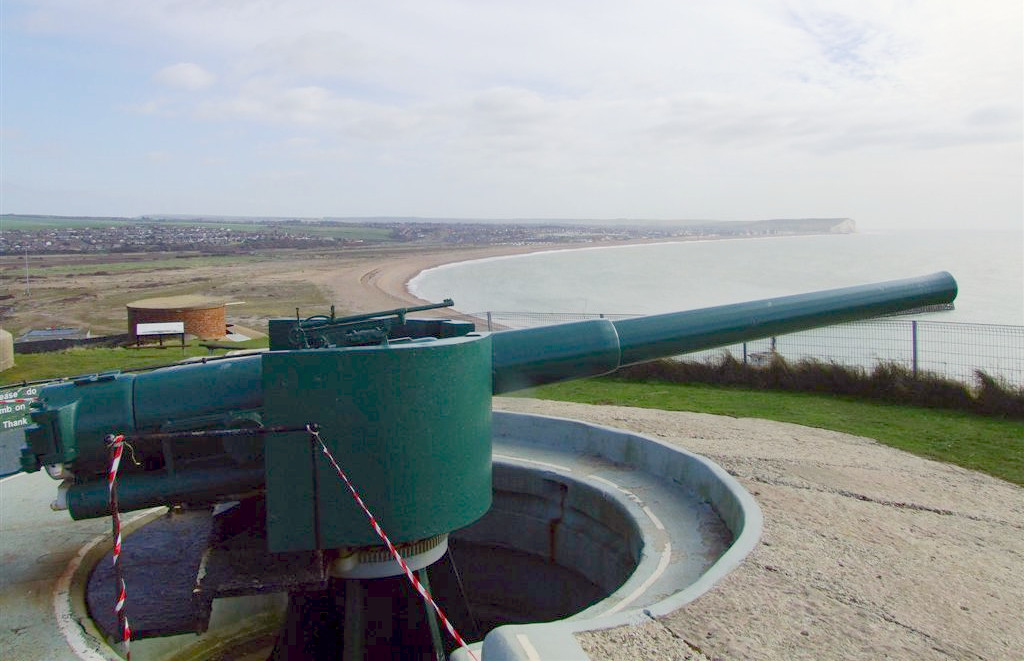
Fort de Newhaven.

Bien que les aménagements laissés à l'abandon desservis par les anciens services de traversiers ferroviaires (train ferry) soient encore visibles, le port connaît encore une grande affluence de circulation de marchandises et de passagers. Des ferry internationaux voguent vers le port français de Dieppe, exploités par DFDS France. Actuellement, il existe deux à trois liaisons par jour, une le matin et une le soir, avec les ferries MS Seven Sisters et Côte d'Albâtre d’un tonnage de 18654 et pouvant accueillir chacun 600 passagers et 224 automobiles. En Grande-Bretagne, on conseille aux voyageurs ferroviaires désirant prendre le ferry de passer par la gare du centre ville de Newhaven, et d’utiliser ensuite le service de car gratuit ; ce qui a entrainé une chute spectaculaire du nombre de voyageurs vers la gare du port de Newhaven, conduisant à s’interroger sur son avenir et celui de la gare du port de plaisance de Newhaven.
En 2011, la société Sussex Yachts Ltd a lancé un programme visant à relancer les activités du Quai Est grâce à leur entreprise de réparation de yacht, créant ainsi le Chantier Naval de Newhaven, la plus grande installation de remise en état de bateaux de plaisance du Sud-Est de l'Angleterre. En 2012, le projet a été étendu à l’entretien et à la remise en état des navires de commerce.
Il a été proposé que le port devienne le principal site pour le développement par la société E.ON des éoliennes off-shore- Rampion Wind Farm (en).

### Histoire
Le village, jusqu’à la création d’une ligne ferroviaire vers Lewes en 1847, n’était pas considéré comme une véritable ville portuaire. Le matin du 3 mars 1848 le roi Louis-Philippe et la reine Marie-Amélie, sous un faux nom, débarquent à Newhaven a bord du paquebot « L'Express », venant du Havre, sur leur voie de l'exile par suite de la révolution de 1848. À partir de 1847 la ligne de chemin de fer (London Brighton and South Coast Railway (en) LB&SCR) construisit ses propres quais et services de passagers sur la rive Est de la rivière, et édifia la gare du port de Newhaven (Newhaven harbour railway station (en)). La Compagnie de chemin de fer finança également le dragage du canal ainsi que plusieurs autres améliorations dans le port entre 1850 et 1878, afin de lui permettre d’être utilisé par les ferry transmanche, et en 1863, la LB&SCR et les Chemins de Fer de l‘Ouest proposèrent un service passagers entre Newhaven et Dieppe. Le port fut officiellement reconnu comme Le Port de Newhaven en 1882. Les produits agricoles et manufacturiers purent alors être importés de France : bois de charpente, granite et ardoises.
Au cours de la Première Guerre mondiale, Newhaven fut choisi pour être le principal site portuaire pour le mouvement de troupes et de matériels militaires vers le continent Européen. Pendant toute cette période, le port a été pris en charge par les autorités militaires et les ferry furent réquisitionnés. Entre le 22 septembre 1916 et le 2 décembre 1918, le port et la ville de Newhaven furent désignés Zone Militaire Spéciale en vertu de la Défense des Règles du Royaume, et la gare du port a été fermée au public. À cette période, le port et ses installations, les voies de service ferroviaires et de dépôts furent considérablement agrandis et l’éclairage électrique fut installé afin de permettre un fonctionnement 24 heures sur 24.

Durant la Première Guerre mondiale, si la ville de Dieppe est située à l'arrière du front, le port de Dieppe connait une activité intense et le passage jusque Newhaven est le terrain de chasse des sous-marins allemands qui coulent plusieurs navires alliés, :  
- Le 21 novembre 1917, le navire de transport « Maine » est torpillé par un sous-marin allemand au cours de la traversée Newhaven-Dieppe, au Nord-Ouest de la pointe d'Ailly. 30 marins périssent lors de l'explosion du navire.

Pendant la Seconde Guerre mondiale, un grand nombre de troupes Canadiennes furent cantonnées à Newhaven, et le terrible raid de Dieppe en 1942 fut en très grande partie déclenché à partir du port.

### Sauvetage en mer
La Société de sauvetage en mer de Newhaven (Newhaven Lifeboat Station (en)), dont la 1re fut mise en service en 1803, est l’une des plus anciennes de Grande-Bretagne, et fut créée environ 20 ans avant la Royal National Lifeboat Institution. La ville décida de la création de canot de sauvetage à la suite du naufrage du navire HMS Brazen (1798) (en) en janvier 1800 au cours duquel un seul marin put être sauvé sur les 105 hommes d’équipage. La ville parvint à rassembler des fonds d’origine locale ainsi que grâce à Lloyd's of London pour permettre de faire l’acquisition d’une vedette de sauvetage de conception « originale » auprès de Henry Greathead (en). Newhaven possède également une Station de Surveillance (tour de guet) dépendant de la National Coastwatch Institution (en).

## Industrie
Vers l’est, dans la paroisse voisine de Seaford, existait le village de Tide Mills, East Sussex (en) (littéralement Moulins à Marée) édifié en 1761, et aujourd’hui à l’abandon. Là, on peut voir les restes des logis des ouvriers, le fameux moulin à marée, et un grand bassin de retenue d'eau salée qui servait de réservoir des eaux des marées hautes pour alimenter les moulins lors des marées descendantes.
La station de radio de la Compagnie Marconi de Newhaven a été créée en 1904, et a commencé à émettre en 1905. Cette station appartenait et était exploitée par la Marconi Radio Company et aux alentours de 1912, émettait vers les navires réguliers grâce à ses communications radio terrestres.
L’hôpital de la Marine (Heritage Marine Hospital (en)) fut construit en 1924 pour accueillir les jeunes gens handicapés qui avaient subi des opérations chirurgicales. Cet hôpital devint, pendant la 2e guerre mondiale, un centre réservé aux victimes travaillant pour la Défense en temps de guerre.
Aujourd’hui, le complexe d’entreprises de l'île de Denton s’étend au nord de la ville sur la rive ouest de la rivière. Ce complexe a attiré un grand nombre de nouvelles entreprises dans le secteur grâce au Newhaven Enterprise Centre qui en constitue le point central.
Un nouvel Incinérateur de déchets (Newhaven Incinerator (en)), installé à la fin 2011 juste en face de l’île de Denton, tourne aujourd’hui à plein régime, ceci, en dépit de la forte opposition des habitants du District de Lewes.

## Site militaire
Le fort de Newhaven (en), l’un des fort de Palmerston, fut édifié sur la colline du Château (Castle Hill) à la suite des avis de la Royal Commission de 1859 afin de défendre le port qui prenait de plus en plus d’ampleur. Il est l’ouvrage de défense le plus important jamais construit dans le Sussex et est devenu aujourd’hui un musée.
Le village voisin de Tide Mills a été le site d’une base expérimentale d’hydravions à la pointe de la plage. La 1re escadre volante (No. 242 Squadron RAF) a vu le jour le 15 août 1918 avec les vols N° 408, 409 et 514 à la base d’hydravions de Newhaven, Sussex. Opérant de cet endroit et de l’aérodrome voisin de Telscombe Cliffs (en), elle était composée d’hydravions Short Type 184 et effectuait des patrouilles anti-sous-marines dans la Manche jusqu’à la fin de la Première Guerre mondiale. Les recherches menées en 2006 ont mis au jour une partie de la cale de halage, les aires de stationnement en béton de deux hangars munis de rails de portes et plusieurs autres dalles ayant pu servir d’ateliers. La Sussex Archaeological Society (en) a entrepris des fouilles en avril 2006 afin de répertorier le site entier du secteur Est de la plage.

## Géographie
La plus grosse partie de la ville est située sur la rive ouest de la rivière ; le quartier résidentiel se trouve à Denton, East Sussex (en) et Mount Pleasant est situé sur les flancs des Downs vers l’Est. Des zones industrielles s’étendent sur la rive est de la rivière comme les trois gares qui desservent Newhaven : Newhaven Town, Newhaven Harbour et la désormais doublonne, Newhaven Marine. Des nouveaux logements ont été réalisés dans les quartiers de West Quay, Harbour Heights et August Fields.

## Politique
Le Conseil municipal de Newhaven a été créé en 1974. Les 18 conseillers représentent les trois secteurs de la commune : le quartier de Denton (5 conseillers), Meeching (7 conseillers) et Valley (6 conseillers).

## Démographie
La population de Newhaven (12 250 habitants) se répartit ainsi : personnes en âge de travailler : 59 %, moins de 16 ans : 22 % et retraités : 19 %. Il existe plus de 360 entreprises sur le territoire de la commune. Le taux de chômage (supérieur à la moyenne du Sud-Est) se situe à 2,4 %.

## Points de repère
Le point de repère principal de la commune est le fort de Newhaven. Le nouvel incinérateur de déchets en est un également, la cheminée étant visible de la mer ainsi que de la falaise de Firle Beacon (en) et de certains quartiers de Seaford.
La paroisse comprend une partie de Brighton to Newhaven Cliffs (en) (Brighton jusqu'aux falaises de Newhaven) Site of Special Scientific Interest ou SSSI (site d'intérêt scientifique particulier).
Les falaises ont principalement un intérêt géologique, car elles contiennent de nombreux fossiles Santoniens et Campaniens.
La liste des SSSI comprend également des éléments de faune et de flore d’intérêt biologique.
Bien que ne faisant pas partie de la ville elle-même, la vaste lande entourant Newhaven à l’Ouest, au Nord et à l’Est dépend du parc national des South Downs.

## Transport
Newhaven se situe à l’extrémité sud du croisement routier A26 road (en) qui part de Maidstone et à la jonction avec la route A259 road (en) qui va de Brighton à Eastbourne. La ville est également située sur la ligne de chemin de fer Seaford Branch Line (en) venant de Lewes ; cette ligne dessert les deux gares : Newhaven Town railway station (en) et Newhaven Harbour railway station (en). La 3e, aujourd’hui de fait inutilisée depuis que les services de traversiers ferroviaires (train ferry) ont cessé de la desservir, était celle de Newhaven Marine railway station (en).
Les marcheurs, venant de East Croydon (en) au sud de Londres, qui utilisent un Sentier de grande randonnée (Long distance trail (en) Vanguard Way (en)), peuvent ici achever leur circuit.
L'Avenue verte London-Paris, itinéraire cyclable international, passe par la ville de Newhaven.

## Éducation, culture et religion
Voir aussi List of places of worship in Lewes (district) (en)
Newhaven possède un établissement scolaire du second degré : Tideway Community School, qui est un collège de technologie, et 4 écoles élémentaires: Denton Community Primary, Meeching Valley, Grays School et Southdown Junior School.
Le musée d'intérêt local et maritime de Newhaven est géré par la Société historique de Newhaven qui est une institution reconnue. Le musée de la Planète Terre et le Sussex History Trail sont consacrés aux origines de la Terre. Tous les deux sont situés dans le Paradise Park, jardinerie appartenant à la famille Tate.
L’église paroissiale est consacrée à saint Michel et est utilisée conjointement par les communautés religieuses : l'Église d'Angleterre et le méthodisme . L’église catholique romaine est dédiée à The Sacred Heart (Sacré-Cœur).
La ville est le sujet du roman Crime Is My Business de W. Howard Baker (Sexton Blake Library No 408, Amalgamated Press, 1958) qui est vraisemblablement basé sur une idée ou un sujet de Jack Trevor Story, auteur du célèbre Mais qui a tué Harry ? (Laffont, 1956), film homonyme d'Alfred Hitchcock, sorti en 1955. Bien que mentionné (conjointement avec Brighton, Beachy Head et Eastbourne), les références ne sont pas précises et on ne pourrait pas reconnaître la description de la ville qui en est faite dans le livre. D’autres mentions dans le texte (une aventure typique de Sexton Blake (en)) décrit un café au bord de la route quelque part dans le secteur du Peacehaven Motel récemment démoli, et qui était auparavant situé à la pointe Est de Peacehaven.

### Jumelages
- La Chapelle-Saint-Mesmin (France) depuis 2011.

La ville est officiellement jumelée avec celle de La Chapelle-Saint-Mesmin en France depuis le 13 novembre 2011 et le 28 janvier 2012, dates des signatures officielles de serment de jumelage qui se sont déroulées respectivement à Newhaven et à La Chapelle Saint-Mesmin en présence des maires des 2 villes et des présidents du Comité de Jumelage Chapellois et du Newhaven Twinning Association.

### Sport
Avec la proximité de la mer, Newhaven abrite un port de plaisance en plein essor : le Club de Voile de Newhaven/Seafordest basé ici ; Plongée sous-marine, ski nautique et surf font partie des activités pratiquées. Le Newhaven F.C. (en) joue dans la ligue du Comté du Sussex ; Il existe aussi un club de tir à l’arc en plein développement. La ville possède également un centre imposant et moderne de jeu de boules intérieur, ainsi qu’un terrain de jeu de boules de plein air en plein essor situé tout près de la Marina.

## Personnages liés à la commune
- Louis-Philippe Ier. Voyageant dans une voiture anonyme sous le nom de « Mr. Smith », le roi des Français, à la suite de son abdication, en passant par Trouville-sur-mer et Honfleur, embarque le 2 mars 1848 au Havre, sur un paquebot en direction de Newhaven. Il passe une nuit au Bridge Hotel[34] de cette ville[35]. Il s'installe ensuite avec sa famille à la Claremont House (Comté de Surrey) mise à disposition par la reine Victoria du Royaume-Uni et où il décèdera deux ans plus tard.
- Lord Lucan. Lorsque Richard Bingham (comte de Lucan) disparut en 1974, on retrouva, garé dans Norman Road, son véhicule avec deux types de sang différents.
- Charles Wells (en). Charles Wells, connu comme « l’homme qui fit sauter la banque du Casino de Monte Carlo », devint résident de Newhaven[36], quand il fit l’acquisition d’une maison dans Fort Road avec une partie de ses gains.
- Charles Webb, l’auteur du roman Le Lauréat
- Wreckless Eric (né en 1954 à Newhaven) artiste britannique de la scène punk underground de la fin des années 1970
- Hô Chi Minh, le futur grand leader vietnamien, travailla quelque temps comme chef pâtissier sur la ligne du ferry Newhaven-Dieppe en 1913[37].